# Queens Plaza Park
Il Queens Plaza Park è un grattacielo residenziale nell'omonimo borgo di New York. Con 230 m di altezza, sarà per breve tempo il più alto edificio del Queens, oltrepassando il One Court Square, per poi essere superato dalla Skyline Tower.

## Costruzione

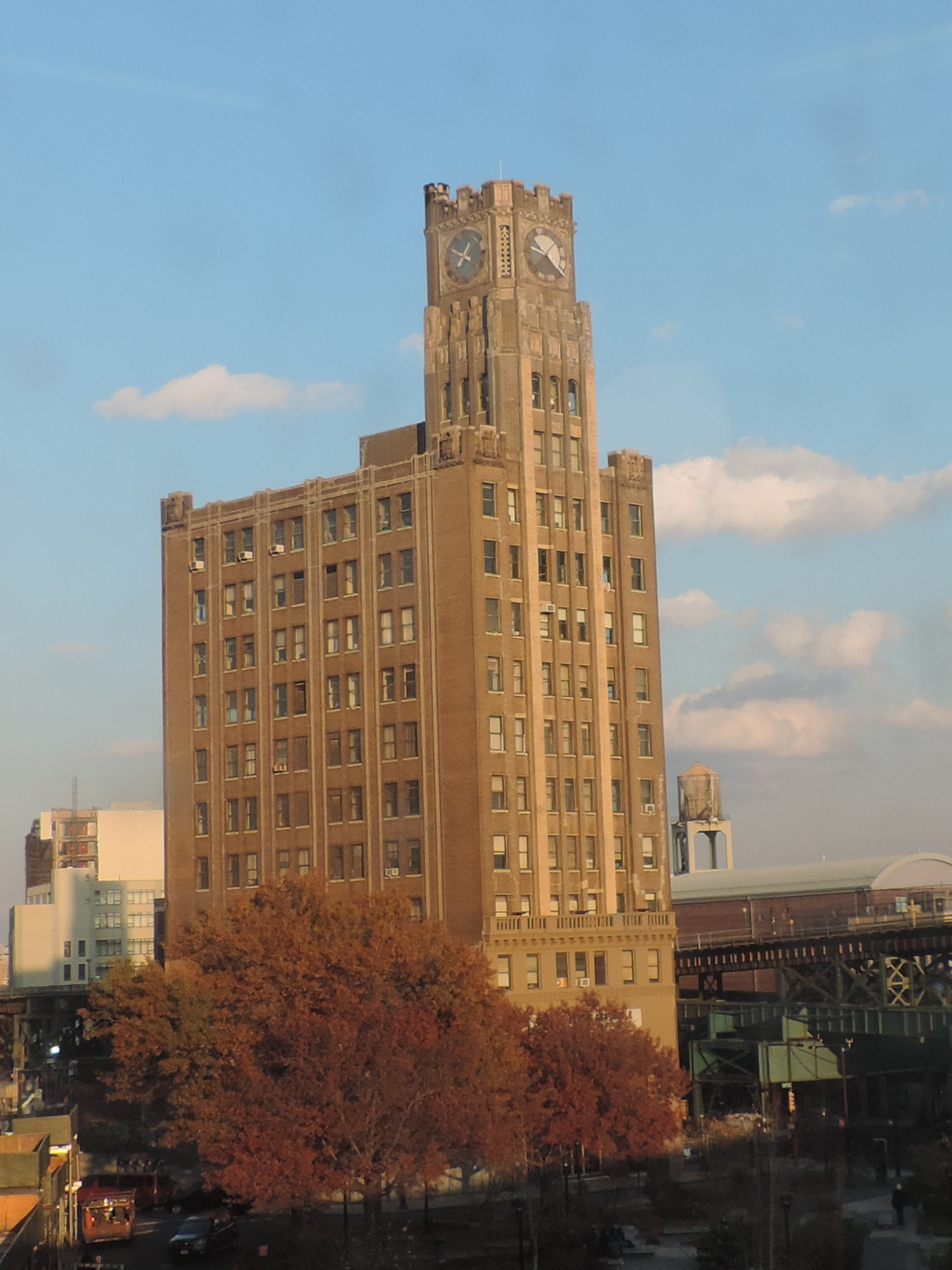
Long Island City Clock Tower

Il grattacielo è situato accanto alla famosa Long Island City Clock Tower, in Art déco del 1927, e sarà caratterizzato da una facciata piuttosto concava, che abbraccia l'edificio storico. Anche se non gonfiato quanto il Walkie Talkie di Londra, la torre avrà un'estetica distintiva e riconoscibile a Long Island City, mentre all'interno ospiterà 958 appartamenti, a cui si aggiungono una piscina all'aperto, una palestra, una biblioteca e una sala giochi per bambini.
La costruzione è iniziata nel 2018, con il completamento delle fondamenta avvenuto nel dicembre dello stesso anno.